# 乌斯季伊万诺夫卡村委员会
乌斯季伊万诺夫卡村委员会（俄语：Усть-Ивановский сельсовет）是俄罗斯联邦阿穆尔州布拉戈维申斯克区所属的一个村委员会。其下辖有2个居民点，行政中心为乌斯季伊万诺夫卡。据2016年统计，该村委员会的人口为3484人。其行政中心乌斯季伊万诺夫卡为江东六十四屯最北端的补丁屯，在1972年前沿用满语名称称Будунда（转写：Budunda），原来为满族村落。